# Уараль
Уараль (исп. Huaral) — город на западе центральной части Перу. Административный центр одноимённых района и провинции в регионе Лима. Расположен примерно в 60 км к северу от столицы страны, города Лима.
Население по данным переписи 2007 года составляет 79 001 человек; данные на 2005 год сообщают о населении 75 455 человек. Город был основан в 1551 году.